# Dicentra nevadensis
 (octobre 2021).
Si vous disposez d'ouvrages ou d'articles de référence ou si vous connaissez des sites web de qualité traitant du thème abordé ici, merci de compléter l'article en donnant les références utiles à sa vérifiabilité et en les liant à la section « Notes et références ».
Espèce
Dicentra nevadensis est une espèce de plantes à fleurs de la famille des Papaveraceae. C'est une plante vivace endémique de la sierra Nevada en Californie aux altitudes comprises entre 2 100 et 3 300 m.

## Systématique
Cette plante a été considérée comme étant une sous-espèce de Dicentra formosa.

## Description
Les feuilles de Dicentra nevadensis sont finement divisées et poussent à la base de la plante. Les fleurs sont en forme de cœur, blanc terne, rose ou jaune-brun, suspendues en grappes sur des tiges nues au-dessus des feuilles,. Une fois séchées, les fleurs deviennent noires. Les graines sont portées dans une capsule d'un à deux centimètres de long.
La floraison a lieu entre le début et la fin de l'été,.

## Étymologie
Son épithète spécifique, composée de nevad[a] et du suffixe latin -ensis, « qui vit dans, qui habite », lui a été donnée en référence au lieu de sa découverte. Elle a été découverte dans la sierra Nevada de Californie à des altitudes situées entre 2 100 et 3 300 m,.